# Eduard Scheler
Eduard August Scheler (* 10. Oktober 1883 in Coburg; † 19. August 1964 in Köln) war ein deutscher Architekt.

## Leben
Scheler stammte aus einer Coburger Künstlerfamilie, er war ein Sohn des Hofbildhauers Heinrich Scheler (1843–1900) und Enkel des Malers Friedrich Scheler (1818–1851). Er studierte an der Baugewerkschule Coburg und an der Technischen Hochschule München. Danach lebte er in Köln-Lindenthal. Ab 1908 arbeitete er mit Heinrich Mattar in der Architektensozietät Mattar & Scheler. Sie schufen zahlreiche Entwürfe und ausgeführte Bauten, die stilistisch unter anderem dem Heimatstil zuzuordnen sind.
Er heiratete 1910 Wilhelmine Katharina Braun, die vor ihm verstarb. Scheler starb im Alter von 80 Jahren in einem Kölner Krankenhaus.

## Bauten und Entwürfe
Projekte außerhalb des Büros Mattar & Scheler:
- 1908: Wettbewerbsentwurf für die Maschinenbauschule Essen (gemeinsam mit Otto Heinecke; prämiert mit dem 2. Preis in Höhe von 1500 Mark)[4][5]
- 1956: Linz am Rhein, Grüner Weg 44, Einfamilienhaus (erhalten)[6]